# Stazione di Akitsu (Tokyo)
La stazione di Akitsu (秋津駅?, Akitsu-eki) è una stazione ferroviaria situata nell'area metropolitana di Tokyo, e precisamente nella città di Higashimurayama. Essa è servita dalla linea Seibu Ikebukuro delle Ferrovie Seibu, e dista 21,8 km di distanza dal capolinea di Ikebukuro.

## Linee
Ferrovie Seibu
● Linea Seibu Ikebukuro

## Struttura
La stazione possiede due marciapiedi laterali con due binari passanti in superficie. 
| 1 | ● Linea Seibu Ikebukuro | per Tokorozawa, Hannō e Seibu Chichibu |
| 2 | per Nerima e: - Shin-Kiba via Linea Yūrakuchō - Ikebukuro e Shibuya via Linea Fukutoshin (prosecuzione per Yokohama via linea Tōkyū Tōyoko) | ● Linea Seibu Ikebukuro                |

## Stazioni adiacenti
| «                     | Servizio              | »                     |
| Linea Seibu Ikebukuro | Linea Seibu Ikebukuro | Linea Seibu Ikebukuro |
| --------------------- | --------------------- | --------------------- |
| Kiyose                | Locale                | Tokorozawa            |
| Kiyose                | Semiespresso          | Tokorozawa            |
| Kiyose                | Semiesp. pendolari    | Tokorozawa            |
| Kiyose                | Rapido                | Tokorozawa            |
| Transito              | Espr. pendolari       | Transito              |
| Transito              | Rapido Espresso       | Transito              |
| Transito              | Espresso              | Transito              |